# Shire of Murchison
Shire of Murchison is een lokaal bestuursgebied (LGA) in de regio Mid West in West-Australië. Shire of Murchison telde 101 inwoners in 2021. Shire of Murchison is de enige LGA in Australië zonder hoofdplaats.